# 딩씨 마을의 꿈
《딩씨 마을의 꿈》(영어: 丁庄梦)은 옌롄커의 2006년 장편소설이다. 딩씨 마을이 정부 주도의 매혈 운동의 결과 에이즈에 점령당한다는 줄거리를 담고 있으며, 작가의 말에 따르면 실화를 바탕으로 했다. 출간 직후 중국 정부로부터 판매금지 조치를 당했다. 대한민국에는 도서출판 아시아에서 김태성 번역으로 출간되었다.

## 같이 보기
- 중국 문학